# Rally van Argentinië 1998
De Rally van Argentinië 1998, formeel 18º Rally Argentina, was de 18e editie van de Rally van Argentinië en de zevende ronde van het wereldkampioenschap rally in 1998. Het was de 300e rally in het wereldkampioenschap rally die georganiseerd wordt door de Fédération Internationale de l'Automobile (FIA). De start en finish was in Córdoba.

## Programma
| Etappe | Datum                           | Klassementsproeven | Competitieve afstand |
| ------ | ------------------------------- | ------------------ | -------------------- |
| 1      | Woensdag 20 en donderdag 21 mei | 9                  | 130,82 kilometer     |
| 2      | Vrijdag 22 mei                  | 8                  | 13,38 kilometer      |
| 3      | Zaterdag 23 mei                 | 6                  | 132,42 kilometer     |
|        |                                 |                    |                      |
| Totaal | Totaal                          | 23                 | 400,62 kilometer     |

## Resultaten
| Algemene top tien | Algemene top tien | Algemene top tien   | Algemene top tien           | Algemene top tien | Algemene top tien | Algemene top tien | Algemene top tien |
| Pos.              | #                 | Rijder              | Auto                        | Gr/kl             | Tijd              | Eerste            | Punten            |
| Pos.              | #                 | Navigator           | Inschrijving                | C                 | Straftijd         | Vorige            | Punten            |
| ----------------- | ----------------- | ------------------- | --------------------------- | ----------------- | ----------------- | ----------------- | ----------------- |
| 1.                | 1                 | Tommi Mäkinen       | Mitsubishi Lancer Evo V     | A8                | 4:22:07,4         | 0:00              | 10                |
| 1.                | 1                 | Risto Mannisenmäki  | Mitsubishi Ralliart         | C                 |                   | =                 | 10                |
| 2.                | 5                 | Carlos Sainz        | Toyota Corolla WRC          | A8                | 4:22:34,2         | + 26,8            | 6                 |
| 2.                | 5                 | Luís Moya           | Toyota Castrol Team         | C                 |                   | + 26,8            | 6                 |
| 3.                | 7                 | Juha Kankkunen      | Ford Escort WRC             | A8                | 4:22:34,9         | + 27,5            | 4                 |
| 3.                | 7                 | Juha Repo           | Ford Motor Co Ltd.          | C                 |                   | + 0,7             | 4                 |
| 4.                | 2                 | Richard Burns       | Mitsubishi Carisma GT Evo V | A8                | 4:23:02,3         | + 54,9            | 3                 |
| 4.                | 2                 | Robert Reid         | Mitsubishi Ralliart         | C                 | 0:20              | + 27,4            | 3                 |
| 5.                | 3                 | Colin McRae         | Subaru Impreza S4 WRC 98    | A8                | 4:23:25,0         | + 1:17,6          | 2                 |
| 5.                | 3                 | Nicky Grist         | 555 Subaru World Rally Team | C                 | 2:30              | + 22,7            | 2                 |
| 6.                | 4                 | Piero Liatti        | Subaru Impreza S4 WRC 98    | A8                | 4:27:14,9         | + 5:07,5          | 1                 |
| 6.                | 4                 | Fabrizia Pons       | 555 Subaru World Rally Team | C                 | 0:10              | + 3:49,9          | 1                 |
| 7.                | 9                 | Krzysztof Hołowczyc | Subaru Impreza S3 WRC 97    | A8                | 4:33:46,0         | + 11:38,6         |                   |
| 7.                | 9                 | Maciej Wisławski    | Mobil 1 Stomil Olsztyn      | A8                |                   | + 6:31,1          |                   |
| 8.                | 11                | Marco Galanti jr.   | Toyota Corolla WRC          | A8                | 4:44:23,5         | + 22:16,1         |                   |
| 8.                | 11                | Victor Zucchini     | Marco Galanti jr.           | A8                |                   | + 10:37,5         |                   |
| 9.                | 18                | Gustavo Trelles     | Mitsubishi Lancer Evo IV    | N4                | 4:46:52,1         | + 24:44,7         |                   |
| 9.                | 18                | Martin Christie     | Uruguay en Carrera          | N4                |                   | + 2:28,6          |                   |
| 10.               | 16                | Oriol Gómez         | Seat Ibiza Kit Car Evo 2    | A7                | 4:47:48,5         | + 25:41,1         |                   |
| 10.               | 16                | Marc Martí          | Seat Sport                  | A7                |                   | + 56,4            |                   |
| DNF top tien      |                   |                     |                             |                   |                   |                   |                   |
| Pos.              | #                 | Rijder              | Auto                        | Gr/kl             | KP                | Reden             | Reden             |
| Pos.              | #                 | Navigator           | Inschrijving                | C                 | KP                | Reden             | Reden             |
| DNF               | 6                 | Didier Auriol       | Toyota Corolla WRC          | A8                | 13                | Motor             | Motor             |
| DNF               | 6                 | Denis Giraudet      | Toyota Castrol Team         | C                 | 13                | Motor             | Motor             |
| DNF               | 8                 | Bruno Thiry         | Ford Escort WRC             | A8                | 8                 | Motor             | Motor             |
| DNF               | 8                 | Stéphane Prévot     | Ford Motor Co Ltd.          | C                 | 8                 | Motor             | Motor             |
| DNF               | 12                | Kenneth Eriksson    | Hyundai Coupé Kit Car       | A7                | 13                | Motor             | Motor             |
| DNF               | 12                | Staffan Parmander   | Hyundai Motorsport          | A7                | 13                | Motor             | Motor             |
| DNF               | 14                | Harri Rovanperä     | Seat Ibiza Kit Car Evo 2    | A7                | 5                 | Motor             | Motor             |
| DNF               | 14                | Risto Pietiläinen   | Seat Sport                  | A7                | 5                 | Motor             | Motor             |
| DNF               | 17                | Alister McRae       | Volkswagen Golf III Kit Car | A7                | 18                | Elektrisch        | Elektrisch        |
| DNF               | 17                | David Senior        | S.B.G. Sport                | A7                | 18                | Elektrisch        | Elektrisch        |
| DNF               | 19                | Manfred Stohl       | Mitsubishi Lancer Evo III   | N4                | 4                 | Wielophanging     | Wielophanging     |
| DNF               | 19                | Peter Müller        | Manfred Stohl               | N4                | 4                 | Wielophanging     | Wielophanging     |
| DNF               | 20                | Jorge Recalde       | Mitsubishi Lancer Evo IV    | N4                | 8                 | Wielophanging     | Wielophanging     |
| DNF               | 20                | José García         | Jorge Recalde               | N4                | 8                 | Wielophanging     | Wielophanging     |
| DNF               | 22                | Walter Suriani      | Renault Clio Williams       | A7                | 3                 | Brand             | Brand             |
| DNF               | 22                | Juan Carbonari      | Walter Suriani              | A7                | 3                 | Brand             | Brand             |
| DNF               | 23                | Gabriel Raies       | Renault Clio Williams       | A7                | 10                | Onbekend          | Onbekend          |
| DNF               | 23                | José Maria Volta    | Gabriel Raies               | A7                | 10                | Onbekend          | Onbekend          |
| DNF               | 24                | Roberto Sanchez     | Subaru Impreza WRX          | N4                | 3                 | Turbo             | Turbo             |
| DNF               | 24                | Edgardo Galindo     | Roberto Sanchez             | N4                | 3                 | Turbo             | Turbo             |

| 2-liter top drie | 2-liter top drie              | 2-liter top drie |
| Pos.             | Rijder / constructeur         | Pnt.             |
| ---------------- | ----------------------------- | ---------------- |
| 1                | Oriol Gómez / Seat            | 10               |
| 2                | Kris Rosenberger / Volkswagen | 6                |
| 3                | Ricardo Bissio / Renault      | 4                |
| PWRC top drie    |                               |                  |
| Pos.             | Rijder                        | Pnt.             |
| 1                | Gustavo Trelles               | 13               |
| 2                | Hamed Al-Wahaibi              | 8                |
| 3                | Marcos Ligato                 | 5                |

## Statistieken

#### Klassementsproeven
| Etappe | Datum  | KP | Starttijd | Naam                                      | Lengte   | Snelste rijder | Tijd    | Gem. snelheid | Rallyleider   |
| ------ | ------ | -- | --------- | ----------------------------------------- | -------- | -------------- | ------- | ------------- | ------------- |
| 1      | 20 mei | 1  | 13:30     | Camping General San Martin SSS            | 4,85 km  | Colin McRae    | 3:06,5  | 93,62 km/u    | Colin McRae   |
| 1      | 21 mei | 2  | 8:33      | Camping General San Martin SSS            | 4,10 km  | Juha Kankkunen | 2:42,0  | 91,11 km/u    | Colin McRae   |
| 1      | 21 mei | 3  | 9:33      | Ascochinga - La Cumbre                    | 28,93 km | Didier Auriol  | 18:54,0 | 91,84 km/u    | Didier Auriol |
| 1      | 21 mei | 4  | 11:39     | Tanti - Cosquin                           | 16,14 km | Tommi Mäkinen  | 8:37,9  | 112,19 km/u   | Tommi Mäkinen |
| 1      | 21 mei | 5  | 12:32     | Villa Giardino - La Faldo                 | 22,53 km | Colin McRae    | 16:16,1 | 83,09 km/u    | Tommi Mäkinen |
| 1      | 21 mei | 6  | 14:11     | Capilla del Monte - San Marcos Sierra     | 17,40 km | Colin McRae    | 13:11,3 | 79,16 km/u    | Tommi Mäkinen |
| 1      | 21 mei | 7  | 14:35     | San Marcos Sierras - Charbonier           | 9,80 km  | Colin McRae    | 6:42,8  | 87,59 km/u    | Tommi Mäkinen |
| 1      | 21 mei | 8  | 15:43     | La Cumbre - Agua de Oro                   | 23,67 km | Tommi Mäkinen  | 20:38,5 | 68,80 km/u    | Tommi Mäkinen |
| 1      | 21 mei | 9  | 16:46     | Colonia Caroya SSS                        | 3,40 km  | Tommi Mäkinen  | 2:25,6  | 84,07 km/u    | Tommi Mäkinen |
|        |        |    |           |                                           |          |                |         |               | Tommi Mäkinen |
| 2      | 22 mei | 10 | 9:30      | Mataderos - El Mirador                    | 14,45 km | Colin McRae    | 8:33,7  | 101,27 km/u   | Tommi Mäkinen |
| 2      | 22 mei | 11 | 9:56      | Agua Fria - Tala Canada                   | 22,31 km | Colin McRae    | 13:54,4 | 96,26 km/u    | Colin McRae   |
| 2      | 22 mei | 12 | 10:22     | Tala Canada - Taninga                     | 11,21 km | Richard Burns  | 5:41,6  | 118,14 km/u   | Colin McRae   |
| 2      | 22 mei | 13 | 12:13     | Chamico - Ambul                           | 25,37 km | Colin McRae    | 18:21,5 | 82,92 km/u    | Colin McRae   |
| 2      | 22 mei | 14 | 12:55     | El Mirador - San Lorenzo                  | 20,70 km | Colin McRae    | 11:39,9 | 106,47 km/u   | Colin McRae   |
| 2      | 22 mei | 15 | 14:20     | La Toma - Giulio Cesare                   | 22,26 km | Tommi Mäkinen  | 18:24,3 | 72,57 km/u    | Tommi Mäkinen |
| 2      | 22 mei | 16 | 15:03     | El Condor - Copina                        | 16,98 km | Colin McRae    | 14:01,3 | 72,66 km/u    | Tommi Mäkinen |
| 2      | 22 mei | 17 | 16:22     | Camping General San Martin SSS            | 4,10 km  | Colin McRae    | 2:40,5  | 91,96 km/u    | Tommi Mäkinen |
|        |        |    |           |                                           |          |                |         |               | Tommi Mäkinen |
| 3      | 23 mei | 18 | 9:28      | Santa Rosa de Calamuchita - San Agustin 1 | 26,16 km | Colin McRae    | 15:25,8 | 101,72 km/u   | Tommi Mäkinen |
| 3      | 23 mei | 19 | 10:11     | Las Bajadas - Villa del Dique 1           | 18,72 km | Richard Burns  | 10:13,3 | 109,88 km/u   | Tommi Mäkinen |
| 3      | 23 mei | 20 | 11:25     | Amboy - Santa Rosa de Calamuchita 1       | 21,33 km | Colin McRae    | 11:22,5 | 112,51 km/u   | Tommi Mäkinen |
| 3      | 23 mei | 21 | 12:41     | Santa Rosa de Calamuchita - San Agustin 2 | 26,16 km | Colin McRae    | 15:27,8 | 101,50 km/u   | Tommi Mäkinen |
| 3      | 23 mei | 22 | 13:24     | Las Bajadas - Villa del Dique 2           | 18,72 km | Colin McRae    | 10:14,3 | 109,71 km/u   | Tommi Mäkinen |
| 3      | 23 mei | 23 | 14:38     | Amboy - Santa Rosa de Calamuchita 2       | 21,33 km | Colin McRae    | 11:19,8 | 112,96 km/u   | Tommi Mäkinen |

| KP overwinningen | KP overwinningen |
| Rijder           | Aantal           |
| ---------------- | ---------------- |
| Colin McRae      | 15               |
| Tommi Mäkinen    | 4                |
| Richard Burns    | 2                |
| Didier Auriol    | 1                |
| Juha Kankkunen   | 1                |

## Kampioenschap standen

#### Rijders
|   | Pos. | Rijder         | Pnt. |
| - | ---- | -------------- | ---- |
| 1 | 1    | Carlos Sainz   | 28   |
| 1 | 2    | Colin McRae    | 26   |
| 3 | 3    | Tommi Mäkinen  | 24   |
| 1 | 4    | Richard Burns  | 21   |
| 1 | 5    | Juha Kankkunen | 20   |

#### Constructeurs
|   | Pos. | Constructeur                | Pnt. |
| - | ---- | --------------------------- | ---- |
| 1 | 1    | Mitsubishi Ralliart         | 45   |
| 1 | 2    | 555 Subaru World Rally Team | 38   |
| = | 3    | Toyota Castrol Team         | 38   |
| = | 4    | Ford Motor Co Ltd.          | 29   |

- Noot: Enkel de top 5-posities worden in beide standen weergegeven.